# Burlövs gamla kyrka
Burlövs gamla kyrka är en medeltida kyrkobyggnad i Burlövs kommun. Den är församlingskyrka i Burlövs församling i Lunds stift. De äldsta delarna härstammar från 1100-talet men sedan dess har den utvidgats ett flertal gånger. Bland kyrkans inventarier märks bland annat altaruppsatsen och predikstolen i renässansstil.

## Byggnadshistoria

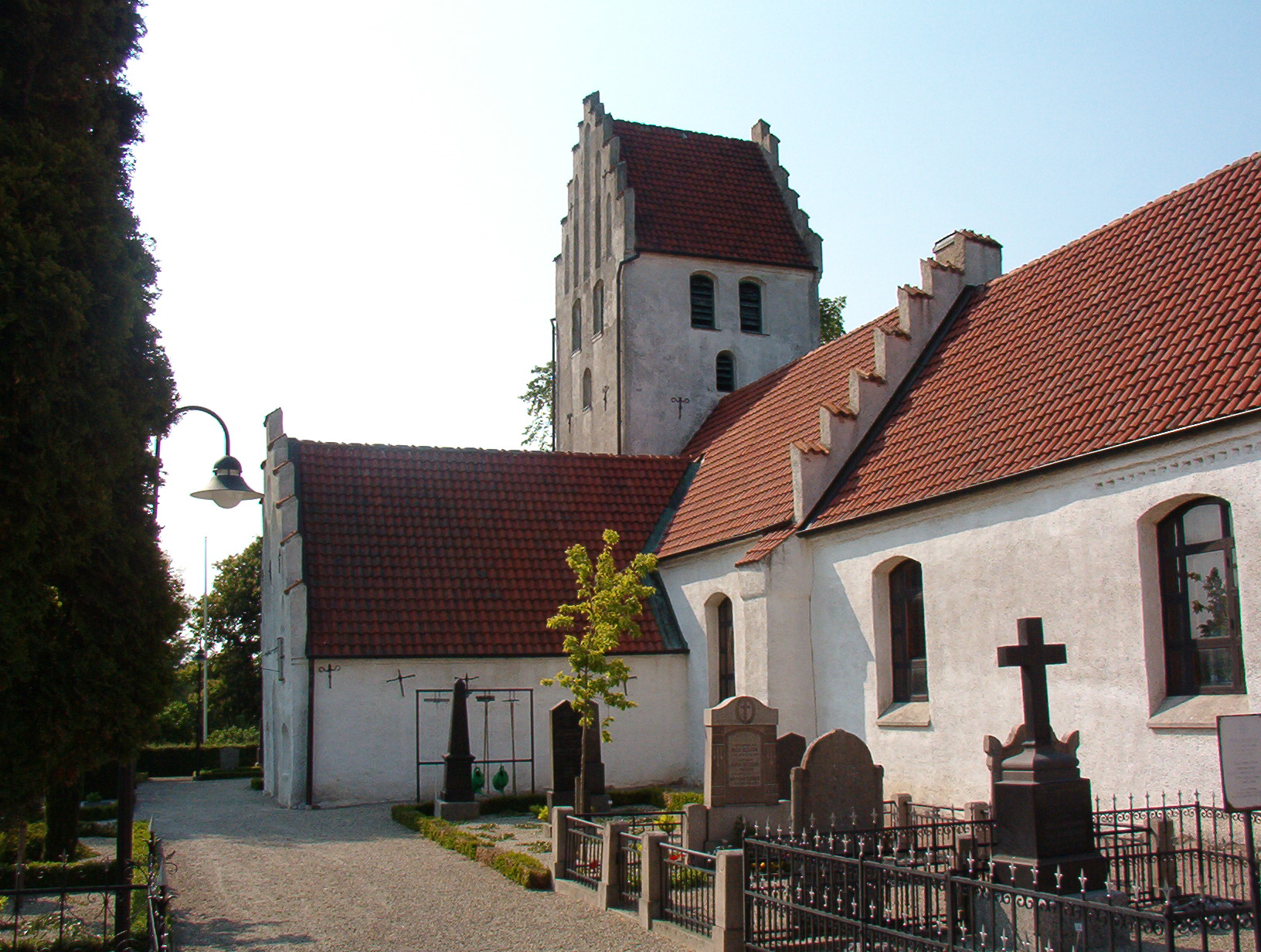
Vapenhuset och tornet

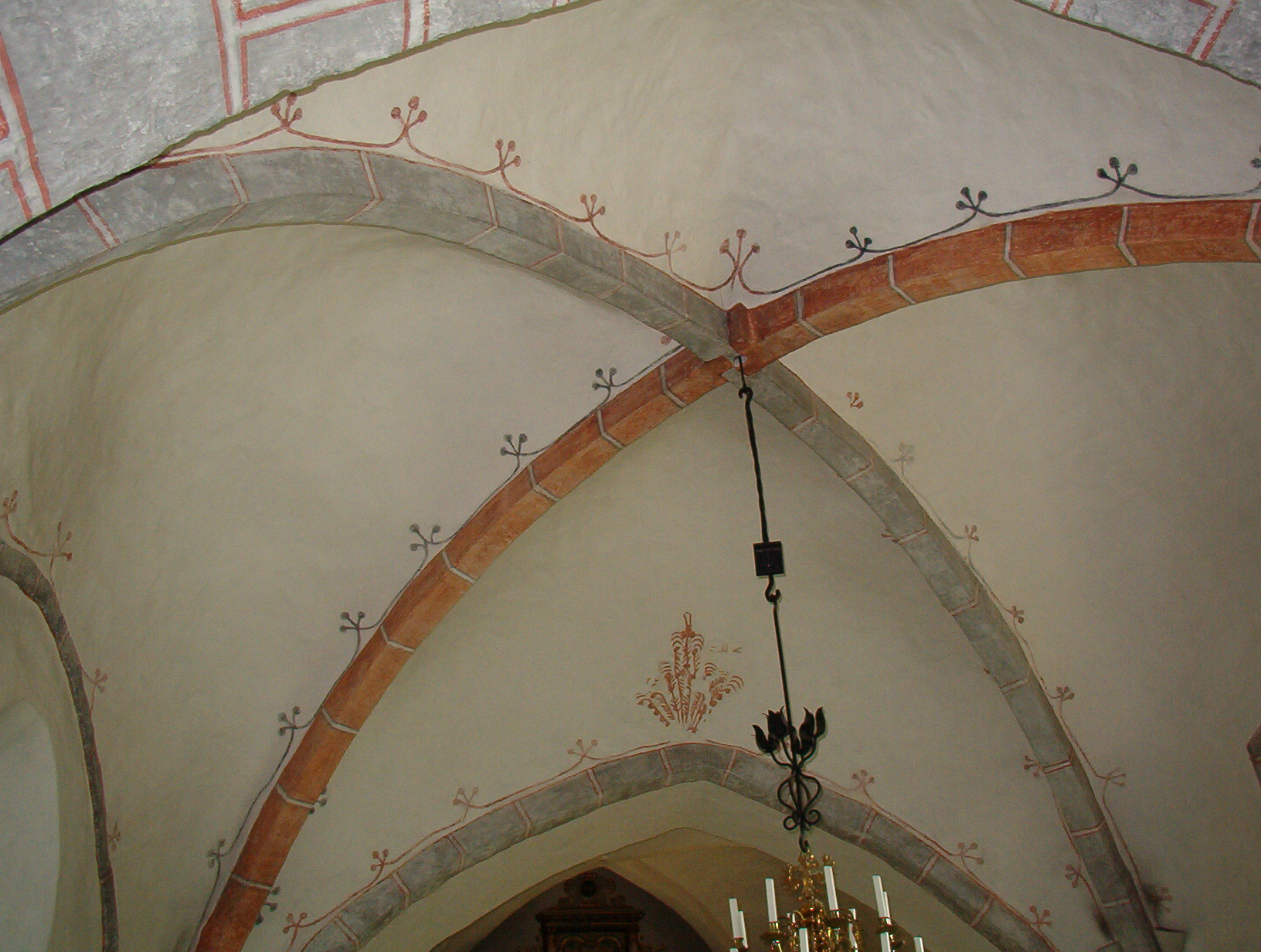
Valvmålningar

Burlövs kyrka uppfördes i mitten av eller under senare hälften av 1100-talet och ligger på den högsta punkten i socknen. Den ursprungliga kyrkan var byggd av huggen sandsten i romansk stil och bestod av långhus, ett något smalare kor och en avslutande absid i öster, vilka samtliga täcktes av ett platt trätak. Till dessa delar lades i slutet av 1200-talet ett torn av tuktad gråsten. Detta torn höjdes i slutet av 1300-talet eller omkring 1400 med tegel som byggnadsmaterial. Tornets norra och södra topp försågs med gotiska trappgavlar och i bottenvåningens norra sida lades ett trapphus av tegel till.
Efter det att tornet byggts lade man till ett vapenhus vid långskeppets södra sida, där männen under medeltiden var tvungna att lämna sina vapen innan de gick in i kyrkan. Även vapenhuset utvidgades senare och i västra delen finns en rundbågsfris bevarad från det äldre bygget. Vid utvidgningen av vapenhuset försågs södra sidan med en gotisk gavel med spetsbågiga nischer och rundlar. Även i norr, där kvinnorna hade sin ingång, fanns ett förrum, men detta revs 1682.
I slutet av 1200- eller början av 1300-talet försågs långskeppet och koret med ett ribbvalv av tegel, på så sätt att långskeppet delades in i två travéer, medan koret fick utgöra en travé. På 1400-talet utvidgades dock koret och absiden och södra väggen av det gamla koret revs. Det nya och längre koret delades in i två travéer med ribbvalv av en annan typ än de äldre i långskeppet. Korets avslutning i öster blev nu rak och försågs även den med en gotisk trappgavel. Först på 1700-talet fick kyrkans fönster sitt nuvarande utseende men fortfarande finns två fönster bevarade från det ursprungliga kyrkbygget: Ett högt sittande rundbågsfönster sitter i långskeppets vägg mellan detta och vapenhuset, medan det andra sitter i korets norra vägg.
1815-1817 utökade man kyrkan genom att bryta ned en del av långskeppets norra vägg och förena kyrkan med en materialbod som stod där. Detta extra utrymme, den så kallades nykyrkan, försågs inte med valv utan täcktes istället av ett träloft. I mitten av 1800-talet flyttades huvudingången från vapenhuset i söder till tornets västsida där man skapade en dörröppning för detta ändamål där ett fönster tidigare hade suttit. Det gamla vapenhuset fungerar sedan dess som sakristia. 
I slutet av 1800-talet bestämdes att församlingen skulle få en ny kyrka i Arlöv och man lät därför till viss del Burlövs gamla kyrka förfalla. Arlövs kyrka ingvigdes år 1900 och under ett par år förlades bara en gudstjänst per år till Burlöv. 1908-09 restaurerades dock kyrkan under ledning av Theodor Wåhlin. Under restaureringen tog man bland annat fram de medeltida valvmålningarna som hade varit överkalkade sedan 1600-talet.

## Inventarier

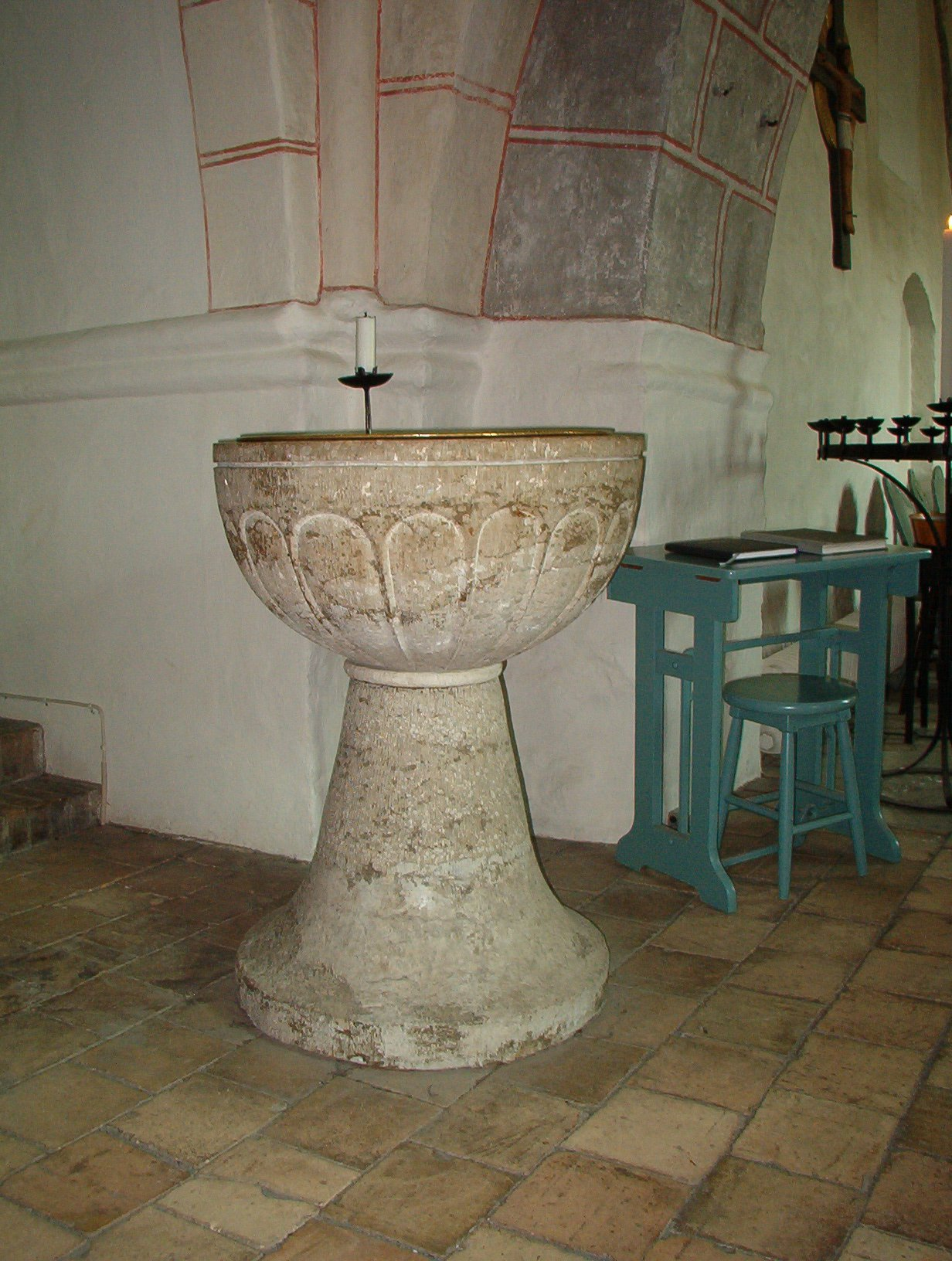
Den medeltida dopfunten

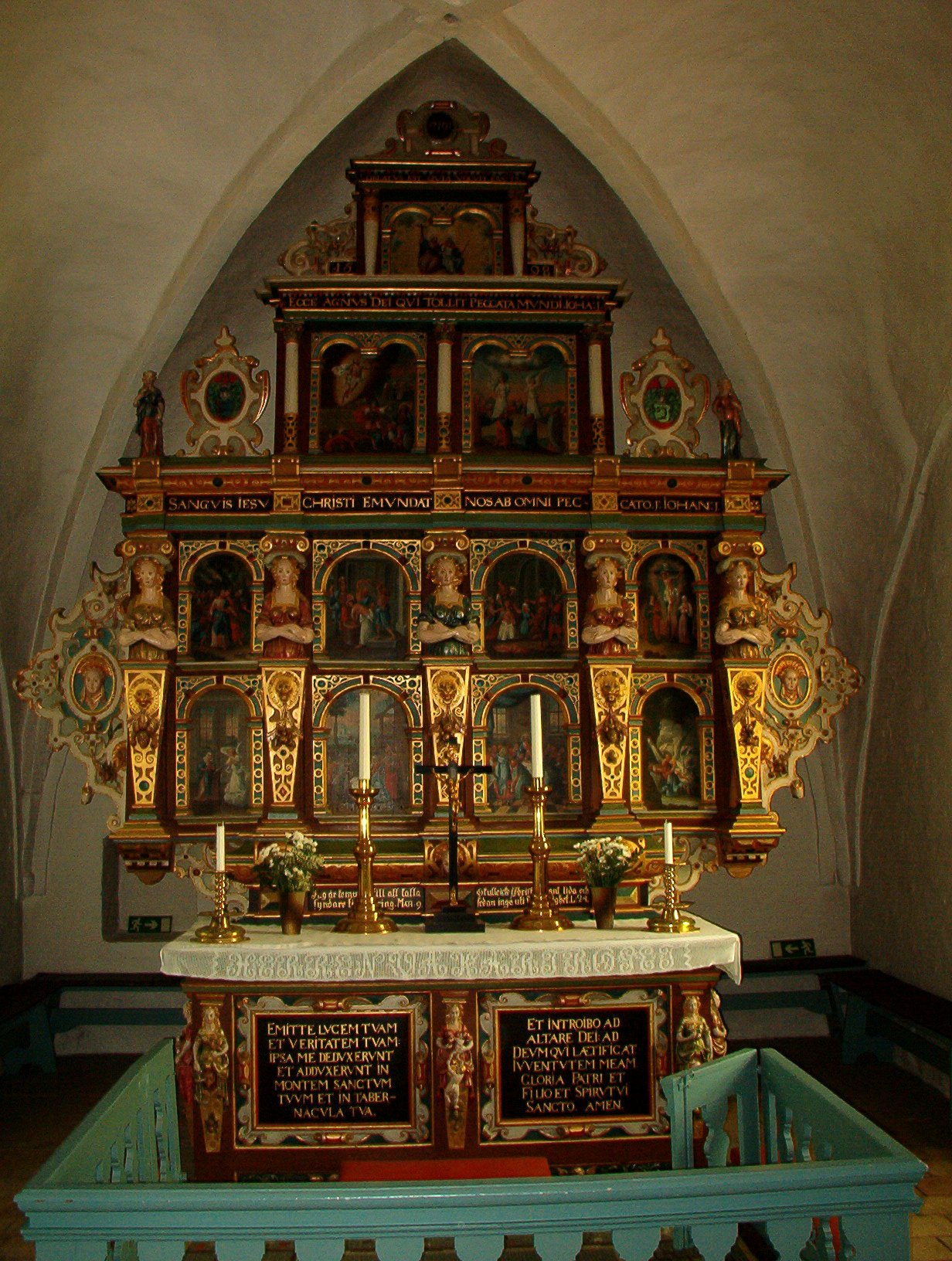
Altaruppsatsen från 1598

### Dopfunten
Kyrkans äldsta inventarie är dopfunten från 1200-talet. Den är huggen i gotländsk sandsten och har formen av en dåtida nattvardskalk. Ursprungligen var den placerad i tornets nedre våning, som då fungerade som doprum.
Man har varit tvungen att delvis rekonstruera den, för senast i början av 1900-talet blev den utflyttad på kyrkogården och den övre delen av cuppan var avslagen och fattades. Den fragmentariska dopfunten sattes in i kyrkan igen på 1930-talet, men blev inte rekonstruerad till originalskick förrän 1959. 

### Altaruppsatsen
Altaruppsatsen i trä är tillverkad i Lund 1598 och är i renässansstil. Den har tidigare ansetts vara tillverkad av den kände bildhuggaren och träsnidaren Jacob Kremberg men numera anser man att den härrör från den så kallade Köpingemästarens träsnidarverkstad. Den bekostades i alla fall av Wilhelm Dresselberg som var dekan i Lunds domkapitel.
Altaruppsatsen är byggd i fyra våningar och domineras av 11 tavlor vilka ursprungligen varit utfyllda med bibelcitat på latin men dessa målades 1773 över med olika bildscener ur bibeln. Mellan de nedre två våningarnas bildfält finns pelare i form av kvinnofigurer med korslagda armar som med sina huvuden bär upp de övre våningarna. Även kring själva altaret finns fem kvinnofigurer, vilka representerar de fem dygderna: kärleken, hoppet, tron, måttligheten och rättfärdigheten.

### Predikstolen
Predikstolen är liksom altaruppsatsen ett renässansarbete i trä som bekostades av dekanen Wilhelm Dresselberg och kan dateras till tiden omkring år 1600. Den tillverkades troligen i en av de träsnidarverkstäder som vid denna tid fanns i Lund.
Den domineras av snidade figurer av de fyra evangelisterna med sina respektive symboler. Överst på predikstolen finns bibelcitat som numera är hämtade ur Karl XII:s bibel men som ursprungligen var skrivna på danska.

### Bänkinredningen
Vid väggen i närheten av vapenhuset står en liten rest från kyrkans bänkinredning från 1579 i form av en bänkgavel i renässansstil med årtalet 1579 insnidat. Vid denna tid var samtliga bänkar försedd med en sådan gavel, men 1732 fick kyrkan en ny bänkinredning som delvis finns bevarad väster om predikstolen.

### Orgeln
- 1848 fick Burlövs kyrka för första gången en orgel, vilken sattes upp på en nybyggd läktare i västra delen av kyrkan. Orgeln byggdes av Sven Fogelberg, Lund och hade 8 stämmor. Både läktaren och orgeln togs bort vid restaureringen 1908-09.
- Men 1931 fick kyrkan en ny orgel, byggd av A. Mårtenssons orgelfabrik AB i Lund och placerad i den norra utbyggnaden. Orgeln hade 10 stämmor.
- Denna orgel blev 1979 ersatt av den nuvarande, byggd av A. Mårtenssons orgelfabrik AB i Lund. Den har mekanisk traktur och elektrisk registratur. Den har även fria och fasta kombinationer. Den har 22 stämmor med följande diposition:

| Huvudverk I       | Svällverk II      | Pedal         | Koppel |
| Gedacktpommer 16´ | Rörflöjt 8´       | Subbas 16´    | I/P    |
| Principal 8´      | Spetsgamba 8'     | Gedackt 8´    | II/P   |
| Gedackt 8'        | unda maris 8'     | Principal 4'  | II/I   |
| Oktava 4'         | Koppelflöjt 4'    | Mixtur 4 chor |        |
| Blockflöjt 4'     | Larigot 2 2/3'    | Fagott 16'    |        |
| Waldflöjt 2'      | Principal 2'      |               |        |
| Mixtur 4 chor     | Ters 1 3/5'       |               |        |
| Trumpet 8'        | Cymbel 3 chor     |               |        |
|                   | Krumhorn 8'       |               |        |
|                   | Tremulant         |               |        |
|                   | Crescendosvällare |               |        |

### Övrigt
Bland kyrkans övriga inventarier märks bland andra en kollektbössa som skänktes till kyrkan 1732 av den dåvarande kyrkoherden Malte Textorius. På vapenhusets sydgavel hänger även ett solur bestående av en kalkstensplatta med en vinkelböjd metallstång. Den skänktes till kyrkan 1735.
Framför altaret inne i kyrkan finns även en välbevarad gravsten från 1600-talet över kyrkoherden Niels Stisen och hans hustru Birgitte Jörgensen. I sakristian förvaras även två kollekttavlor från 1616 och en gammal offerstock.

## Kyrkogården
Kyrkogården i Burlöv har kvar sina gamla gränser i öster och väster, men utvidgades i nordväst 1864 och i söder 1886 och 1913. Den omges delvis av en mur, vars äldsta del är den östra, som är murad av gråsten och troligen har medeltida ursprung. Den norra muren är av tegel och byggdes efter utvidgningen av kyrkogården 1864, och vid bygget av den sattes fem gamla gravstenar upp i muren. På den äldsta av dem finns bara namnet Mads Andersøn och ett bomärke, och denna gravsten härstammar möjligen från 1500-talet.
I nordväst gränsar kyrkogården till den kulturminnesmärkta prästgården i korsvirke från 1773. Idag finns bara boningslängan kvar, men innan den revs 1905 fanns en uthuslänga av prästgården som begränsade kyrkogårdens utbredning i väster. 
Fram till 1700-talet fanns två andra byggnader på kyrkogården, en bit sydväst om själva kyrkan. Den ena var en klockstapel, som revs 1761. Den andra var den medeltida kyrkladan där man förvarande kyrkans tiondesäd. Denna lada revs 1754.

### Källhänvisningar
1. ↑  Ingers (1976), s.122
2. ↑  Ingers (1976), s.127
3. ↑  Ingers (1976), s.140
4. ↑  Ingers (1976), s.134
5. ↑  Ingers (1976), s.143
6. ↑  Ingers (1976), s.125f., 142
7. ↑  Ingers (1976), s.173
8. ↑  Ingers (1976), s.148
9. ↑  Engholm (2002), s.15
10. ↑  Ingers (1976), s.154
11. ↑  Engholm (2002), s.31
12. ↑  Ingers (1976), s.155f.
13. ↑  Engholm (2002), s.33
14. ↑  Ingers (1976), s.157
15. ↑  Engholm (2002), s.36
16. ↑  Ingers (1976), s.162
17. ↑  Ingers (1976), s.177
18. ↑  Ingers (1976), s.180